# King (Mondkrater)
King ist ein auffallender Einschlagkrater auf der Rückseite des Erdmondes und kann deshalb von der Erde aus nicht direkt beobachtet werden. Zusammen mit dem annähernd gleich großen Krater Ibn Firnas, der sich an seinem nordöstlichen Rand anschließt, bildet er ein Kraterpaar. Nordwestlich liegt der Krater Lobachevskiy und in der gleichen Entfernung in nordnordwestlicher Richtung der Krater Guyot.
Der Kraterrand von King ist im Wesentlichen kreisförmig mit leichten Abweichungen, vor allem auf der Nordseite. Er weist keine größeren Erosionsspuren auf. Die Innenwände sind terrassiert. Der Kraterboden zeigt eine unregelmäßige und zerklüftete Oberfläche. Beide Attribute sind vor allem im Ostteil stark ausgeprägt. Die y-förmige langgezogene Erhebung im Zentrum ist Teil eines Höhenzuges, der zum Südrand verläuft.

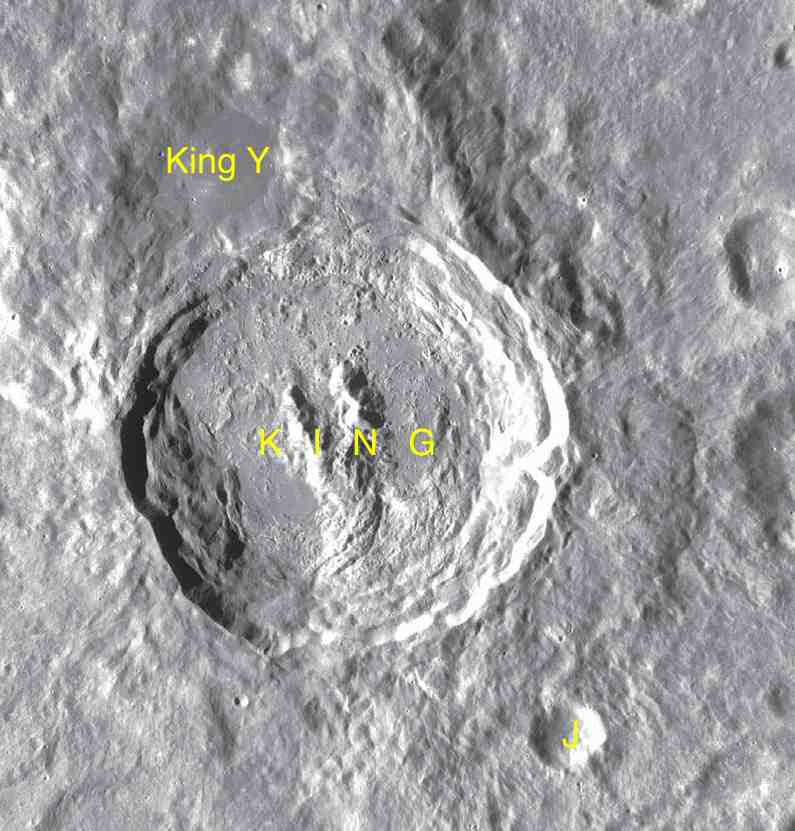
King und seine Nebenkrater

King hat zwei mit J und Y bezeichnete Nebenkrater:
| Buchstabe | Position           | Durchmesser | Link |
| --------- | ------------------ | ----------- | ---- |
| J         | 3,29° N, 121,62° O | 12 km       |      |
| Y         | 6,54° N, 119,55° O | 36 km       |      |

Der Krater wurde 1970 von der IAU offiziell nach dem deutschen Raumfahrtpionier Walter Hohmann benannt.
Ein kleiner Krater mit einem Durchmesser von zwei Kilometern in der Nähe der ostsüdöstlichen Innenwand wurde 1976 von der IAU auf den indischen Frauennamen Sita getauft.